# قادر كرم
قادر كرم (بالكردية: قادرکەرەم)‏ ناحية عراقية في قضاء جمجمال في محافظة السليمانية في إقليم كردستان العراق في شمال شرق العراق، من المناطق المتنازع عليها بين الحكومة العراقية المركزية وحكومة إقليم كردستان العراق، وفي سنة 1969، كانت مساحة الناحية 1553 كيلومتراً مربعاً، قادر كرم _ تتبعها 80 قرية تقطنها عشائر الزنگنة والطالباني والشيخان وجباري وشيوخ البرزنجة وكلها عشائر كردية، وقد هدمت الناحية وجميع توابعها في المرحلة الأولى لعمليات (الانفال).

## التسمية
كان اسمها ناحية گيل، حتى شهر كانون الثاني سنة 1934، حين صار اسمها قادر كرم على اسم منشئها، هو واحد من كبار عشيرة زنكنة، اسمه قادر كرم وهو اسم مركب ابن مير حسن أحد الأمراء الزنكنه.

## التاريخ
كانت منطقة قادر كرم تابعة لقضاء داقوق في سنة 1932، ثم صارت تابعة لقضاء طوز خورماتو من محافظة كركوك،